# برتدزویل (مریلند)
برتدزویل (به انگلیسی: Breathedsville) یک منطقهٔ مسکونی در ایالات متحده آمریکا است که در مریلند واقع شده‌است. برتدزویل ۲۵۴ نفر جمعیت دارد و ۱۳۸٫۰۸ متر بالاتر از سطح دریا واقع شده‌است.